# Eupithecia harrisonata
Eupithecia harrisonata es una especie de polilla de la familia Geometridae. La especie fue descrita por primera vez por Margaret Rae MacKay habiendo sido descrita en 1951, con distribución en Canadá y el oeste de Estados Unidos.
Recibe su nombre del lago Harrison en el suroeste de Canadá donde el holotipo de la especie fue descrita por primera vez.

## Disrtribución
E. harrisonata se encuentra distribuida principalmente en el Noroeste del Pacífico de América del Norte desde los árboles y arbustos forestales del oeste de Columbia Británica, incluyendo la isla de Vancouver, hasta el norte de California, Montana y Wyoming.

## Descripción
E. harrisonata tiene gran similitud de otra especie de la región, Eupithecia lariciata del que se distingue por su diferencia en tamaño. Su similitud con E. lariciata le hace la especie de América del Norte que sirve de organismo diagnóstico del grupo de especies E. lariciata.

## Ciclo de vida
Eupithecia harrisonata es un defoliador solitario, inocuo y común. Las orugas se alimentan de varias especies de plantas, incluyendo:Pseudotsuga menziesii, Picea sitchensis, Picea glauca, Pseudotsuga menziesii, Tsuga mertensiana, Tsuga heterophylla, Abies amabilis, Abies grandis, Abies lasiocarpa, Pinus monticola, Pinus contorta, especies Larix y Thuja plicata. Las larvas adultas alcanzan una longitud de aproximadamente 22 mm. Tiene dos morfologías. La forma común tiene una variante verde y marrón. La segunda morfología tiene un cuerpo y una cabeza de color marrón verdoso, marrón rojizo o marrón amarillento. Las larvas se pueden encontrar de mayo a agosto y la pupa se produce de julio a agosto. La especie pasa el invierno en estado de pupa.